# Missilou Mangituka
Missilou Mangituka (ur. 26 listopada 1976) – piłkarz z Demokratycznej Republiki Konga grający na pozycji napastnika.

## Kariera klubowa
W swojej karierze piłkarskiej Mangituka grał między innymi w zimbabwejskim klubie Zimbabwe Saints FC.

## Kariera reprezentacyjna
W reprezentacji Demokratycznej Republiki Konga Mangituka zadebiutował w 2000 roku. W 2000 roku rozegrał 3 mecze (swoje jedyne w kadrze narodowej) w Pucharze Narodów Afryki 2000: z Algierią (0:0), z Republiką Południowej Afryki (0:1) i z Gabonem (0:0).